# Han (stjärna)
Han eller Zeta Ophiuchi (ζ Ophiuchi, förkortat Zeta Oph, ζ Oph) som är stjärnans Bayerbeteckning, är en optisk dubbelstjärna belägen i den västra delen av stjärnbilden Ormbäraren. Den har en skenbar magnitud på 2,57 och är klart synlig för blotta ögat och den tredje ljusaste stjärnan i stjärnbilden. Baserat på parallaxmätning inom Hipparcosuppdraget på ca 8,9 mas, beräknas den befinna sig på ett avstånd av ca 366 ljusår (112 parsek) från solen.

## Nomenklatur
Han var en medlem av den arabiska asterismen al-Nasaq al-Yamānī, den "sydliga linjen" av al-Nasaqān "Två linjer" tillsammans med Alpha Serpentis, Delta Serpentis, Epsilon Serpentis, Delta Ophiuchi, Epsilon Ophiuchi och Gamma Ophiuchi.
Enligt stjärnkatalogen i Technical Memorandum 33-507 - A Reduced Star Catalog Containing 537 Named Stars, var al-Nasaq al-Yamānī eller Nasak Yamani benämningen på två stjärnor: δ Ser som Nasak Yamani I och ε Ser som Nasak Yamani II (utesluter denna stjärna, α Ser, 5 Oph, E Oph och Y Oph).

## Egenskaper
Han är en blåvit stjärna i huvudserien av spektralklass O9.5 V som anger att den genererar energi genom kärnfusion av väte i kärnan. Den har en massa som är 19 gånger solens massa och en uppskattad radie som är ca 8,5 gånger större än solens. Den utsänder från dess fotosfär 91 gånger mera energi än solen vid en effektiv temperatur på ca 34 000 K. Den roterar snabbt och kan vara nära den hastighet där den skulle kunna börja brytas upp. Den projicerade rotationshastigheten kan vara så hög som 400 km/s och den kan rotera med en hastighet av ett varv per dygn.
Denna stjärna är ungefär halvvägs genom den inledande fasen av sin stjärnutveckling och kommer inom de närmaste miljoner åren att expandera till en röd superjätte, bredare än Jupiters bana kring solen innan den slutar sitt liv i en supernovaexplosion som efterlämnar en neutronstjärna eller en pulsar. Från jorden absorberas en del av ljuset från denna stjärna i form av interstellärt stoft, särskilt ur den blå änden av spektrumet. Vid avsaknad av detta stoft, skulle Han vara flera gånger ljusare och vara bland de ljusaste synliga stjärnorna.

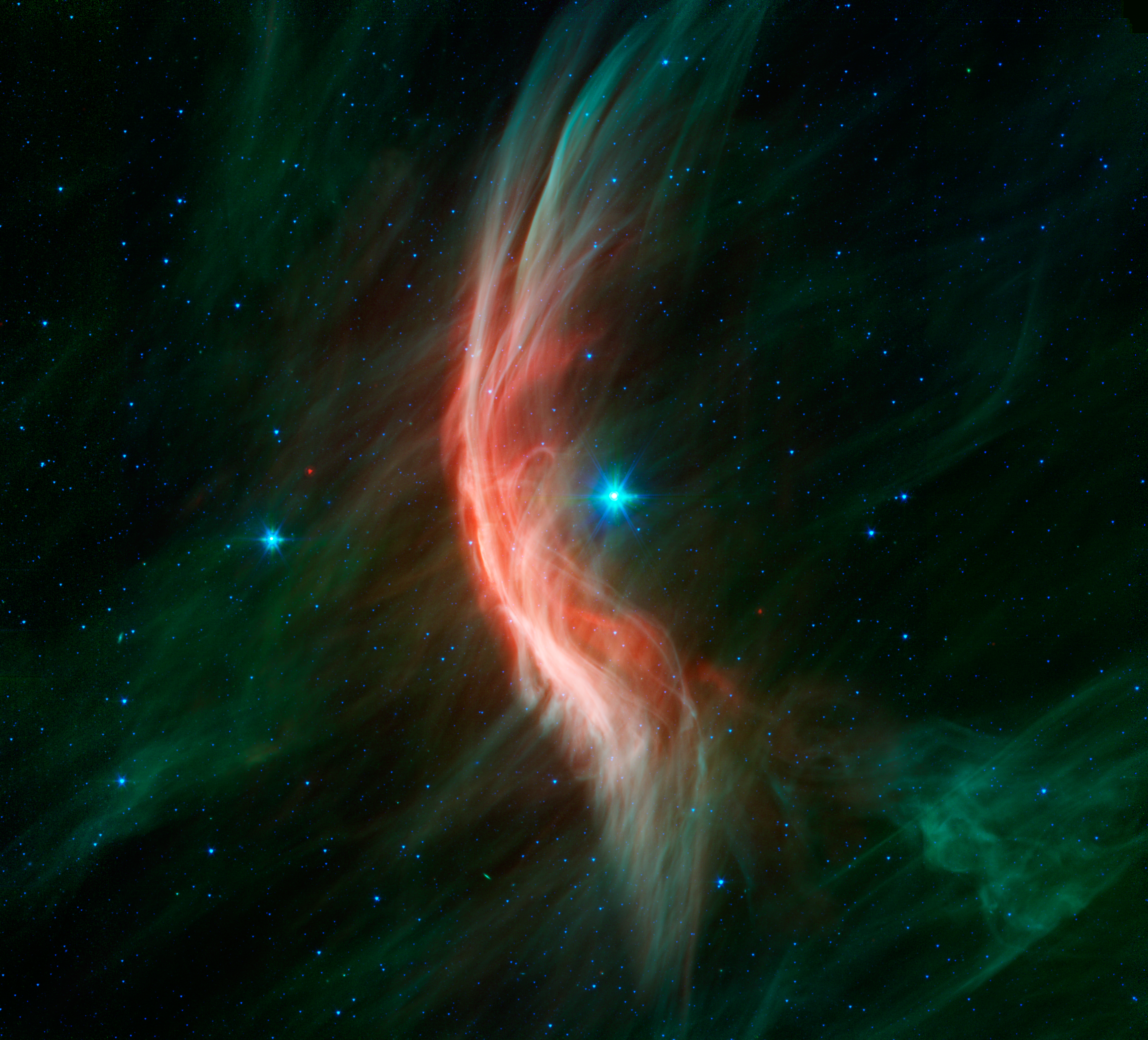
Infraröd bild av chockvåg (rödgul båge) skapad av den flyende stjärnan Zeta Ophiuchi i ett interstellärt softmoln.

På grund av Hans höga hastighet i förflyttningen genom rymden, i kombination med hög utstrålning och dess nuvarande läge i ett stoftrikt område i Vintergatan, skapar stjärnan en chockvåg i rörelseriktningen. Denna har visats med NASA:s Wide-field Infrared Survey Explorer. Bildandet av denna chockvåg kan förklaras med en omfattning av massförlust på cirka 1,1 × 10-7 gånger solens massa per år, vilket motsvarar en solmassa per nio miljoner år.